# 伍灵阿
伍灵阿，正白旗满洲人，是一名清朝政治人物。
伍灵阿曾于乾隆六十年(1795年)接替金城任延平府知府一职，嘉庆三年(1798年)由吴逢圣接任。